# 基金

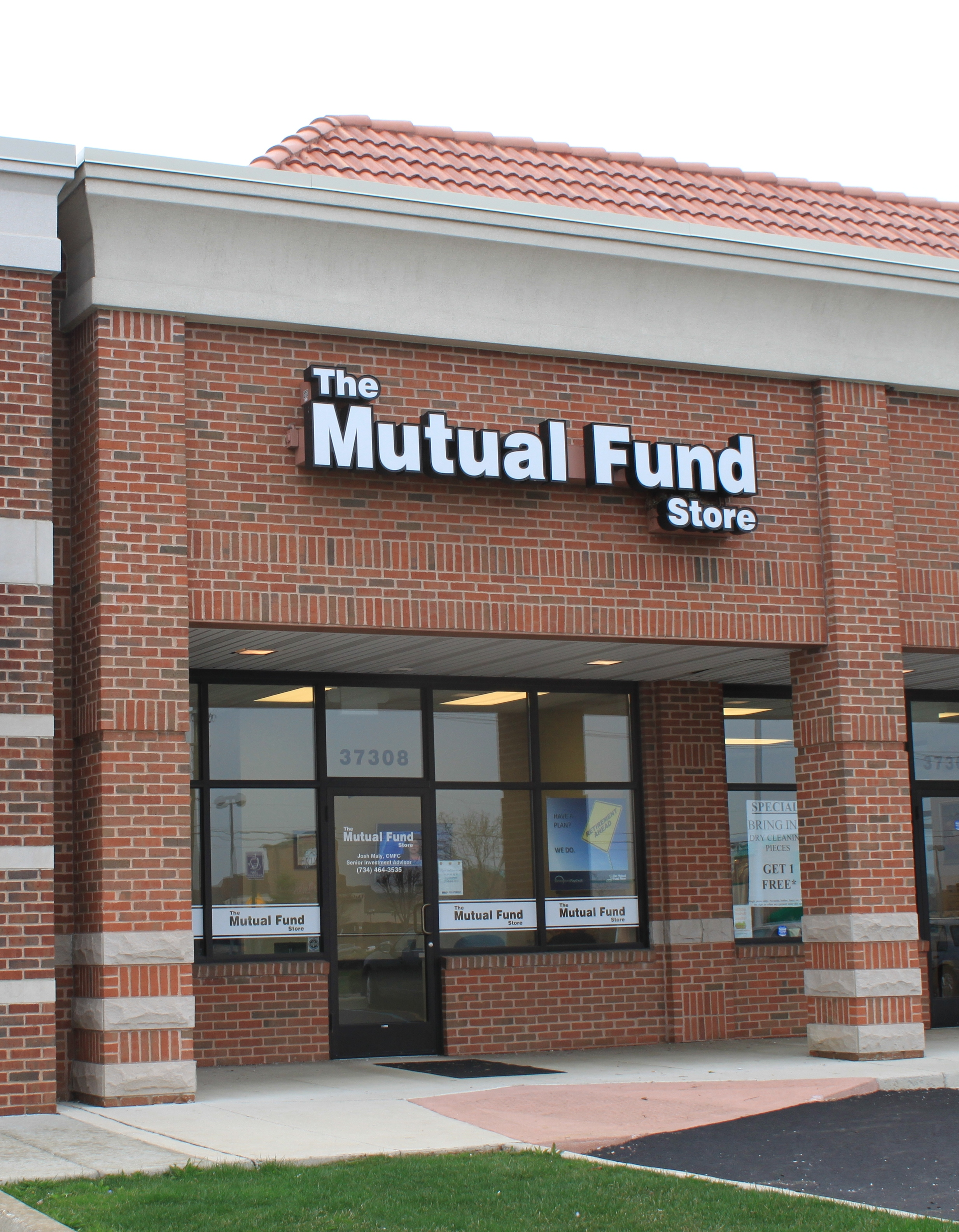
位于美国密歇根的一个共同基金的销售办公点

基金指为兴办、维持或发展某种事业而储备或专门拨款的资金。基金必须用于指定的用途，并单独进行核算。廣泛的目的組成各種需求的基金。作為不同的投資基金，通常都有人專門打理並有相關的管理辦法。

## 分类

### 国际组织设立的各种基金
如：联合国儿童基金会；

### 国家机关设立的各种基金
- 铁路建设基金：国务院规定的从铁路货物运输费用中按照一定比例提取部分资金专款专用，保证铁路建设不断发展的资金。国家财政部《关于印发〈铁路建设基金管理办法〉的通知》(财工字(1996) 371号)
- 三峡基金：为中国国家重大水利工程建设基金，在电价中征收。
- 中央水利建设基金：国务院《关于印发〈水利建设基金筹集和使用管理暂行办法〉的通知》(国发[1997]7号)

### 企业设立的各种基金

#### 企业年金
企业年金是根据企业年金募集计划筹集的资金及其投资运营收益形成的企业补充养老保险基金。

#### 折旧基金
折旧基金是企业根据国家规定计提的专用于固定资产更新的基金。中国国营企业折旧基金的提取使用办法一直由国家统一规定。财务制度规定，折旧基金转为更新改造基金时应专款专用，专户存储。折旧基金可分为：基本折旧基金和大修理折旧基金。

#### 专利基金
企业用于申请专利的资金。通常设专利理事会评审企业内部哪些发明创造提交的申请可以正式申报国家发明专利。

### 证券投资基金
证券投资基金在美国被称为共同基金，在英国和香港被称为单位信托基金，它是指通过公开发售基金份额募集资金，由基金托管人托管，由基金管理人管理和运用资金，以资产组合方式进行投资的一种利益共享、风险共担的集合投资方式。

### 房屋大修基金
居民小区的业主缴纳的用于房屋维修的资金。

### 社会保障基金
社会保障基金是指政府以社会保障税等形式征收的用于社会保障的基金或公司向企业员工支付并委托基金管理公司管理的年金。
按照2016年5月1日起施行《全国社会保障基金条例》，社会保障基金是国家社会保障储备基金，由全国社会保障基金理事会（下称“理事会”）管理运营，由中央财政预算拨款、国有资本划转、基金投资收益和以国务院批准的其他方式筹集的资金构成，用于人口老龄化高峰时期的养老保险等社会保障支出的补充、调剂。

### 社会保险基金
社会保险基金是指为了保障保险对象的社会保险待遇，按照国家法律、法规，由缴费单位和缴费个人分别按缴费基数的一定比例缴纳以及通过其他合法方式筹集的专项资金。以中國為例，根据《中华人民共和国社会保险法》第六十四条 社会保险基金包括基本养老保险基金、基本医疗保险基金、工伤保险基金、失业保险基金和生育保险基金。各项社会保险基金按照社会保险险种分别建账，分账核算，然后执行国家统一的会计制度。社会保险基金专款专用，任何组织和个人不得侵占或者挪用。

### 社会公益基金
社会公益基金是指将收益用于社会公益事业的资金，例如福利基金、科技发展基金、教育发展基金。
在中国，根据2004年2月11日国务院第39次常务会议通过的《基金会管理条例》，是指利用自然人、法人或者其他组织捐赠的财产，以从事公益事业为目的，按照本条例的规定成立的非营利性法人。

## 运作基金的组织
运作基金的组织有国际组织，如联合国儿童基金会；有国家或地方政府，如运作财政专项基金的政府部门；有公司法人，如设立了职工福利基金的公司；有非盈利机构或事业单位，如运作各种慈善基金的红十字会。